# Theo Francken
Theo Francken (Lubbeek, 7 febbraio 1978) è un politico belga.
Membro della Nuova Alleanza Fiamminga, è stato Segretario di Stato federale del governo Michel I con responsabilità su asilo, fenomeni migratori, e semplificazione amministrativa dall'11 ottobre 2014 al 9 dicembre 2018. 
È stato eletto come membro della Camera dei rappresentanti del Belgio nel 2010.

## Biografia

### Formazione
Theo Francken si è laureato in scienze pedagogiche presso la Katholieke Universiteit Leuven.

### Carriera politica

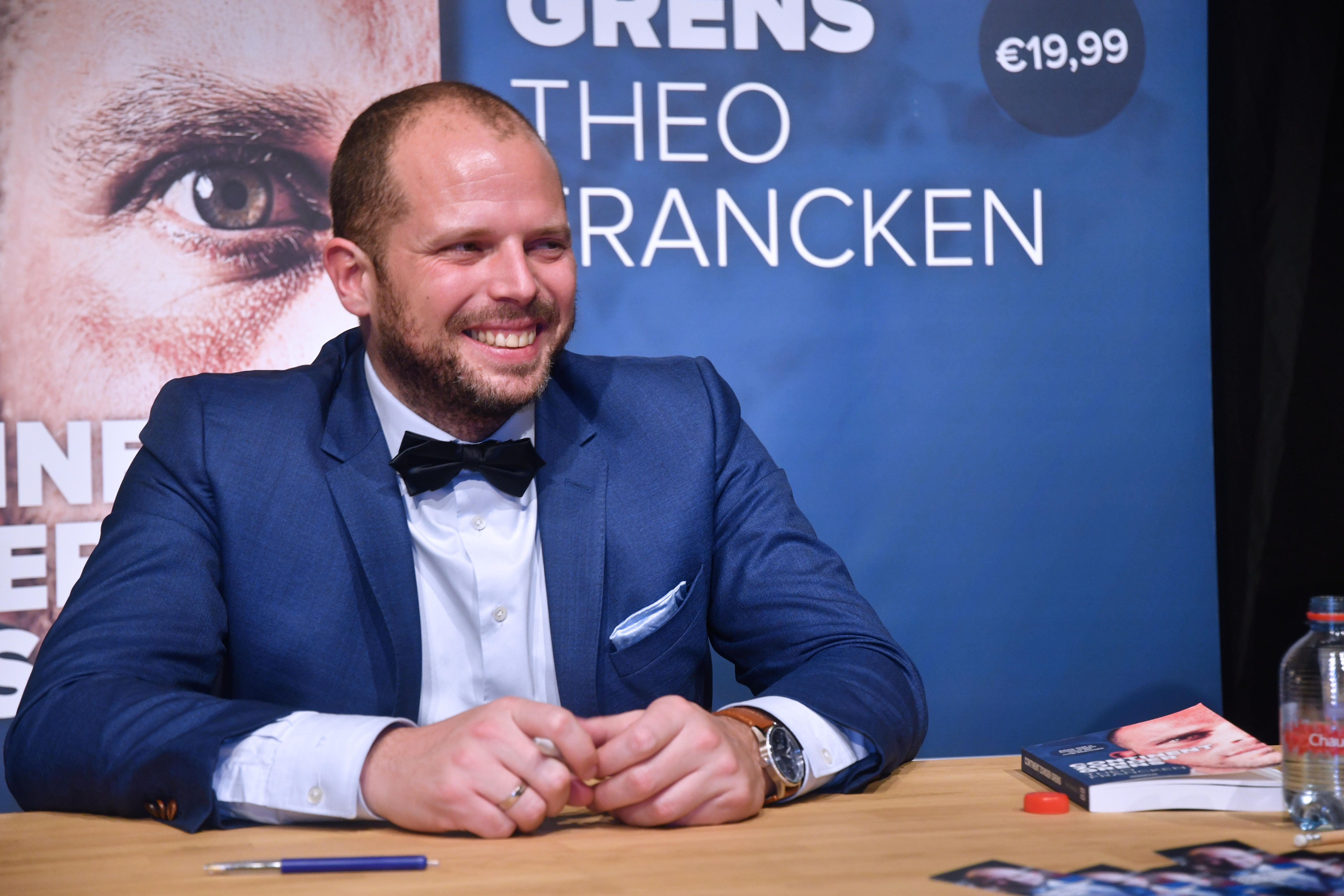
Theo Francken durante il ricevimento di Capodanno della N-VA a Mechelen.

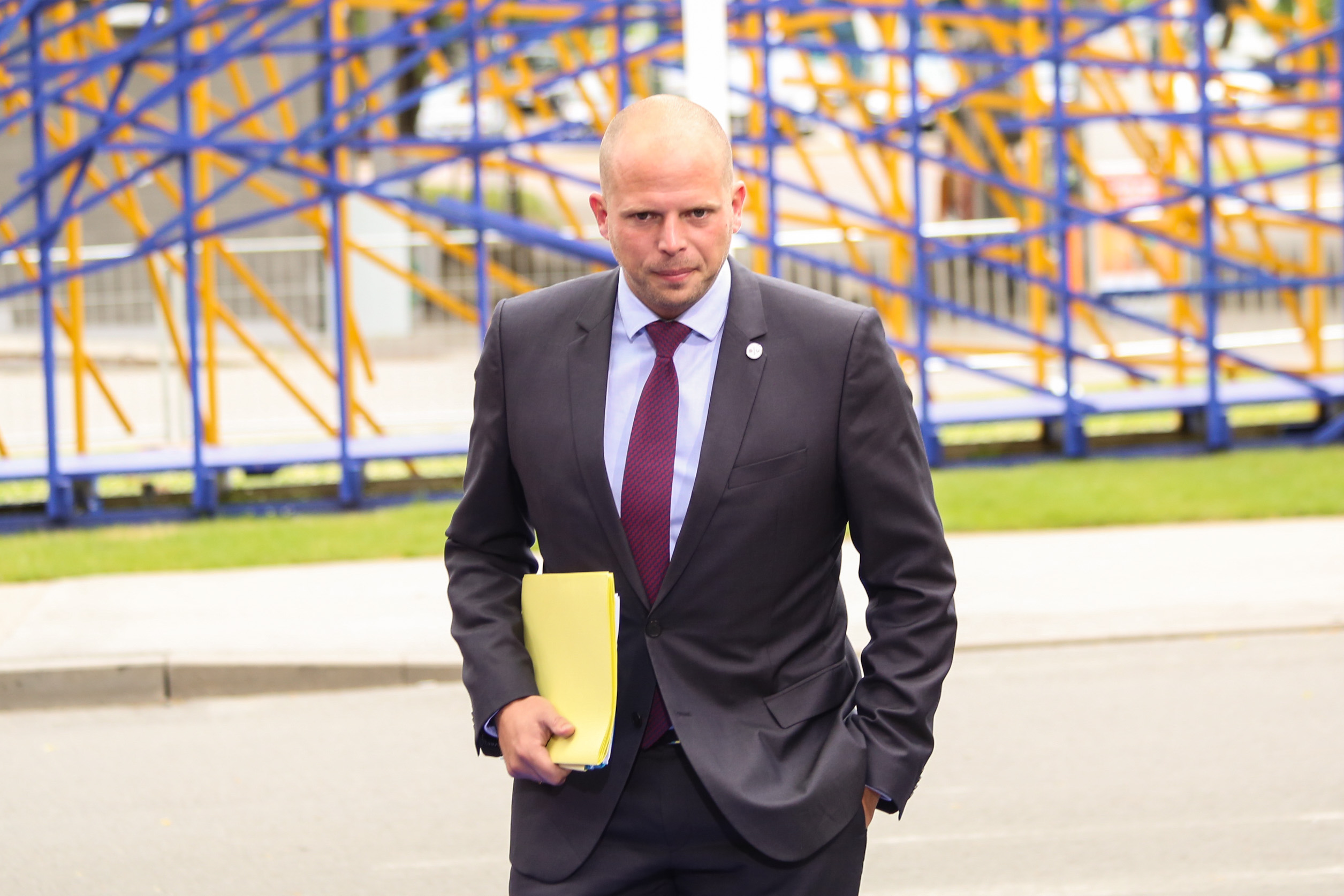
Theo Francken alla Riunione informale dei ministri della giustizia e degli affari interni nel 2017

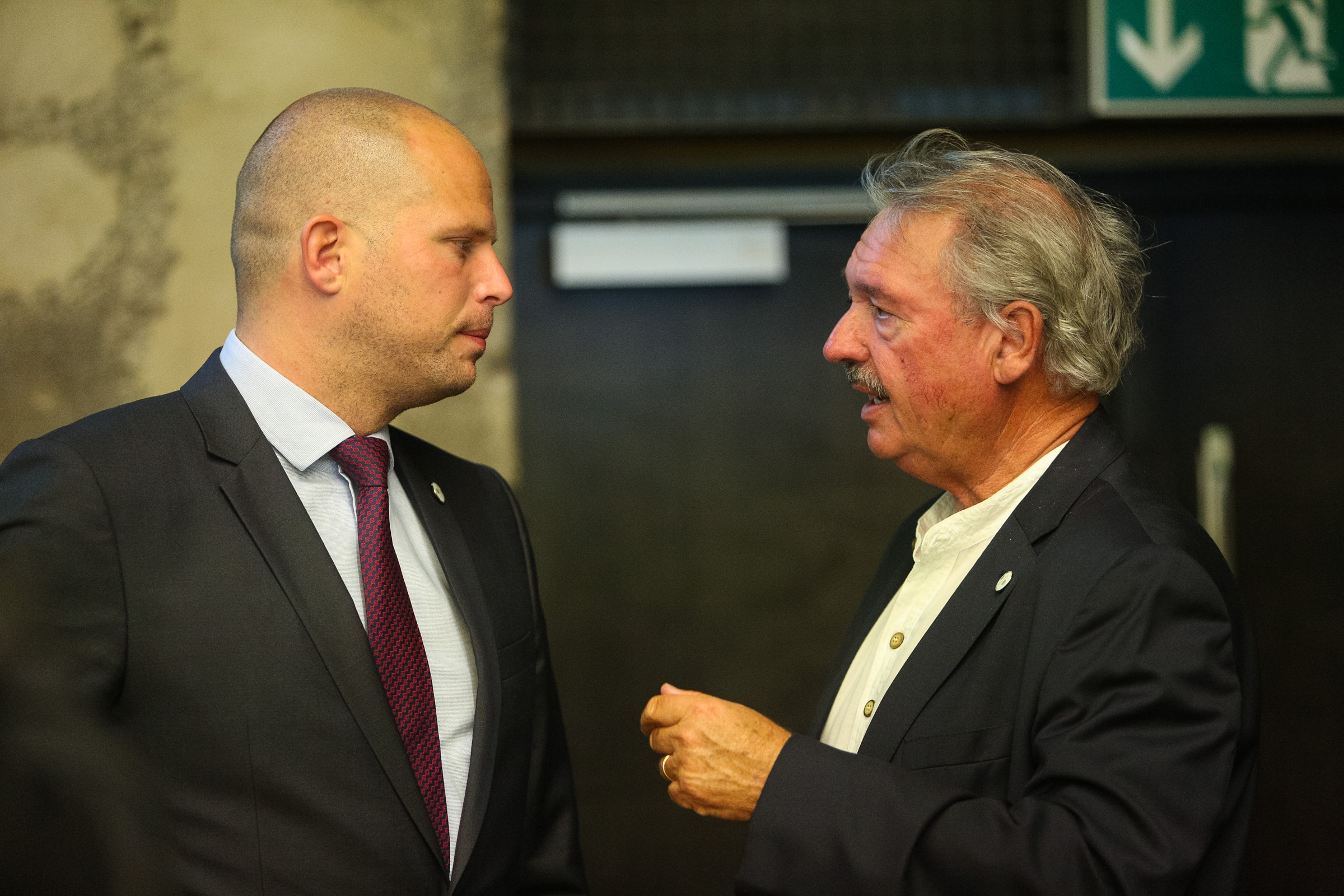
Theo Francken e il ministro degli affari esteri del Lussemburgo Jean Asselborn

Dal 2001 è stato assistente di ricerca per la N-VA nel Parlamento fiammingo.
Capo del ramo locale della N-VA a Lubbeek, prende parte alle elezioni comunali del 2006, ma ottiene solo un risultato deludente.
Dal 2009 al 2010 è stato Vice Direttore dell'Ufficio del Vice Ministro-Presidente del governo fiammingo Geert Bourgeois.
Nel 2010, è capo della N-VA nella circoscrizione di Lovanio, presentandosi sulle questioni di asilo, migrazione e integrazione, ottiene 13.164 voti di preferenza e diventa deputato federale il 6 luglio 2010.
Nel 2012, con la vittoria del suo partito alle elezioni comunali di Lubbeek, Francken ne diventa borgomastro.
L'11 ottobre 2014 è stato nominato segretario di Stato per l'asilo, la migrazione e la semplificazione amministrativa nel governo di Michel.

## Controversie

### Anniversario del simpatizzante nazista Bob Maes
Tre giorni dopo essere stato nominato Segretario di Stato nel governo Michel l'11 ottobre 2014, Theo Francken è stato criticato dall'opposizione per aver partecipato un paio di giorni prima al 90º anniversario della nascita del simpatizzante nazista e collaboratore Bob Maes. Questa polemica è alimentata dalla recrudescenza delle osservazioni considerate razziste e omofobiche, soprattutto dai deputati dell'opposizione PS, CDH, Ecolo, SP.A, ma anche da personalità dei partiti di coalizione. Il 16 ottobre, Theo Francken si scusò alla Camera.

### Attacchi su Medici senza frontiere
Martedì, 21 marzo 2017, Theo Franken scambio tweets graffianti con Medici senza Frontiere dove ha accusato essi di contribuire al traffico di esseri umani e di incoraggiare l'immigrazione illegale.
Nei suoi tweet, il Segretario di Stato per l'asilo e la migrazione incolpa i MSF sulle loro operazioni di soccorso, "Con le operazioni di soccorso al largo della costa, si crea un effetto di aspirazione e quindi più morti aggiungendo: "Questa è la tratta di esseri umani. Non ha nulla a che fare con i rifugiati. La migrazione illegale"..
Stupefatto, l'ONG si è indirizzata al Primo Ministro Charles Michel che ha ricordato al suo Segretario di Stato l'ordine e lo ha invitato a incontrare i MSF. Theo Francken si è incontrato con i membri della ONG e ha ammesso di essersi superato troppo, ma senza scusarsi. Ha espresso il suo rispetto per il lavoro umanitario di MSF, ma esso ha continuato ad affermare che le operazioni di soccorso creano un effetto di aspirazione che conduce a più persone annegate.

## Vita privata
Francken vive a Linden, è sposato ed è padre di una figlia e un figlio.